# پس از تاریکی
پس از تاریکی (به انگلیسی: After the Dark) یک فیلم علمی-تخیلی، محصول سال ۲۰۱۳، به نویسندگی و کارگردانی جان هادلز است.

## بازیگران
- سوفی لوو در نقش پترا
- ریس ویکفیلد در نقش جیمز، دوست پسر پترا
- جیمز دارسی در نقش اریک زیمیت، یک معلم فلسفه
- بانی رایت در نقش جورجینا
- داریل سابارا در نقش چیپس
- فردی استروما در نقش جک
- کتی فیندلی در نقش بانی، سربازی با حافظهٔ تصویری قوی
- جرج بلگدن در نقش اندی
- ارین موریارتی در نقش ویویان
- مایا میچل در نقش بئاتریکس
- جیکوب آرتیست در نقش پارکر
- سینتا لورا در نقش اوتامی
- فیلیپا کولثارد در نقش پوپی
- توبی سباستین در نقش راسل

## نامزدها
| سال  | جوایز              | دسته‌بندی                                   | دریافت کننده | نتیجه    |
| ---- | ------------------ | ------------------------------------------ | ------------ | -------- |
| ۲۰۱۳ | جوایز تریلر طلایی  | بهترین‌های ترسناک خارجی / تریلر هیجان انگیز | پس از تاریکی | نامزدشده |
| ۲۰۱۳ | جشنواره فیلم سیتخس | بهترین حرکت تصویر                          | جان هادلز    | نامزدشده |